# 구속력
구속력(Binding)이란 법률, 계약, 규칙, 조약 등이 자유로운 행위를 속박하는 효력을 말한다. 법적 구속력(Legally binding) 또는 법적 효력이라고도 한다.

## 근거
구속력의 근거는 팍타 순트 세르반다(계약준수원칙, 약속준수원칙)라는 법언, 즉 불문법에 의한다. 전세계적으로 불문법으로 인정되고 있다. 합의, 약속, 계약을 일단했으면, 반드시 지켜야 한다는 불문법이다. 이러한 약속은 쌍방의 교섭에 의해 결정할 수도 있지만, 단독행위로 일방적으로 선언하여 약속을 할 수도 있다.
팍타 순트 세르반다에 의해 전체 국민이 동의하여 헌법이라는 약속을 하면, 반드시 지켜야 한다는 헌법준수원칙이 나오며, 헌법의 하위법령인 법률, 행정명령 등도 반드시 지켜야 하며, 위반하면 처벌되어야 한다는 약속이 도출된다.

## 연성법
법률, 계약, 규칙, 명령, 조약 등은 구속력이 있는 것이고, 구속력이 없는 것을 권고라고 한다. 연성법은 권고로 이루어진 법질서를 말한다. 구속력이 없기 때문에, 명확한 질서는 아니지만, 신의칙이라는 불문법에 근거하여, 권고를 무시하지 못하는 도의상 의무, 신의칙상 의무가 부여되고, 권고를 무시하면 도의상 비난을 하는 질서이다. 소송을 할 수는 없다.
법적 구속력이 없는 권고는 남녀노소 누구나, 외국인, 법인도 모두 할 수 있으나, 권위가 있는 단체 또는 개인이 권고를 하는 것이 보다 도의상 구속력, 신의칙상 구속력이 있다.
일상에서는 "괘씸죄로 처벌된다"고도 표현한다. 회장님 등 권위 있는 사람이 한 권고를 무시할 경우, 명백하게 법령, 정관, 사규 등을 위반한 것이 아니라고 하더라도, 괘씸죄를 저지른 것이 되어, 응분의 보복조치를 당할 수 있다. 이러한 것을 모두 연성법 질서라고 한다.

## 같이 보기
- 구속